# Annakirche (Gliwice)

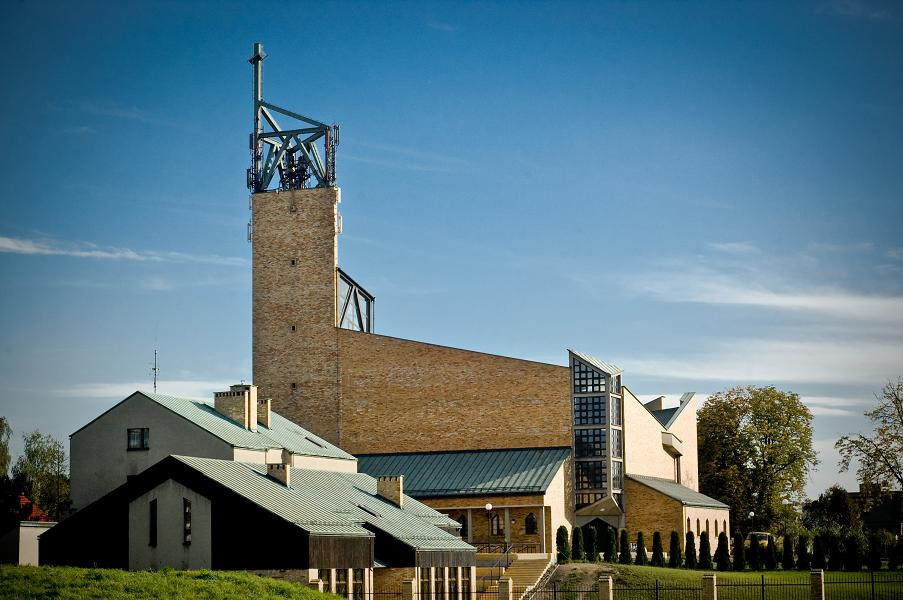
Blick auf die Annakirche

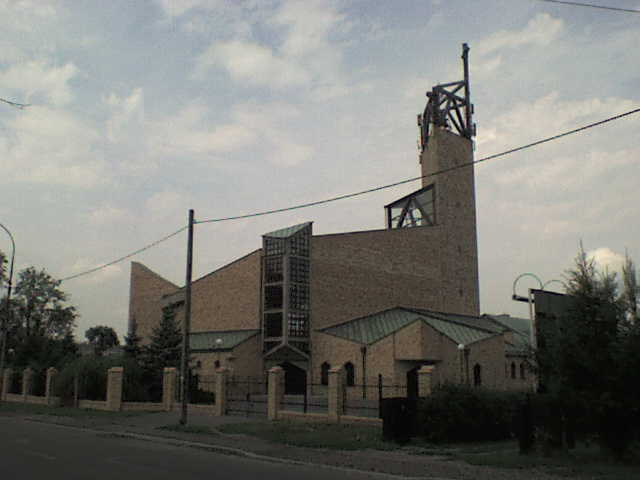
Ansicht der Kirche

Die Annakirche (polnisch Kościół św. Anny) im oberschlesischen Gliwice (Gleiwitz) ist eine römisch-katholische Pfarrkirche. Die Kirche im modernen Stil stammt vom Ende des 20. Jahrhunderts und ist der heiligen Anna geweiht. Die Annakirche gehört der Pfarrgemeinde St. Anna in Gliwice (Gleiwitz) im Dekanat Gliwice-Łabędy des Bistums Gliwice an. Sie befindet sich an der Ulica Przyszowska 36 im Stadtteil Łabędy (Laband) im Ortsteil Przyszówka (Waldenau).

## Geschichte
Die Pfarrgemeinde St. Anna wurde am 25. Dezember 1984 durch Bischof Alfons Nossol (* 1932) gegründet. Ende der 1980er begann man mit dem Bau der Kirche. 1990 wurde das Kirchengebäude fertiggestellt und am 14. Oktober 1990 geweiht.

## Architektur
Bei der Annakirche handelt es sich um ein modernes Bauwerk mit einer Fassade aus Ziegelsteinen ohne Dekorationselemente sowie schmalen Glasfassaden. Einige Steinfiguren befinden sich an der Fassade. Sie besitzt einen einzelnen Kirchturm mit einem Kreuz aus Metall an der Spitze.
Der Chorraum wurde nach den Entwürfen des Bildhauers Krzysztof Nitsch gestaltet. Über dem Altar befindet sich ein großes Kreuz mit einer Figur Christi. An den Wänden finden sich farbige Wandmalereien.